# Günter Dreibrodt
Günter Dreibrodt   (Dessau-Roßlau, 26 de juliol de 1951) fou un jugador d'handbol alemany que va competir sota bandera de la República Democràtica Alemanya durant les dècades de 1970 i 1980.
Amb la selecció de la República Democràtica Alemanya jugà 186 partits, en què marcà 691 gols. El 1978 va guanyar la medalla de bronze al Campionat del món d'handbol. El 1980 va prendre part en els Jocs Olímpics de Moscou, on guanyà la medalla d'or en la competició d'handbol. A nivell de clubs jugà al SC Magdeburg, amb qui guanyà set lligues de la República Democràtica Alemanya i la Copa d'Europa de 1978 i 1981.
El 1980 va ser guardonat amb l'Ordre del Mèrit Patriòtic de plata i el 1984 amb la d'or.